# Есперак
Есперак (фр. Espeyrac) насеље је и општина у јужној Француској у региону Миди Пирене, у департману Аверон која припада префектури Родез.
По подацима из 2011. године у општини је живело 244 становника, а густина насељености је износила 10,95 становника/km². Општина се простире на површини од 22,28 km². Налази се на средњој надморској висини од 340 метара (максималној 674 m, а минималној 220 m).

## Демографија
| 1962. | 1968. | 1975. | 1982. | 1990. | 1999. | 2011. |
| ----- | ----- | ----- | ----- | ----- | ----- | ----- |
| -     | -     | -     | -     | -     | 250   | 244   |

График промене броја становника у току последњих година